# Albert Mussoni
Albert Cajetan Mussoni OSB (* 26. Juni 1837 in Mauterndorf; † 13. Juni 1897 in Salzburg) war Mönch des Stiftes St. Peter und Bibelwissenschaftler.

## Leben
Sein Vater war Straßenmeister; zum Gymnasialstudium kam er nach Salzburg und wurde 1857, im Jahr seiner Matura, im Stift St. Peter eingekleidet und 1861 zum Priester geweiht. Das Theologiestudium hatte er teilweise in der Hauslehranstalt von Lambach, teils in Salzburg absolviert. Seine ersten priesterlichen Aufgaben waren in der Pfarrseelsorge (1862/63 als Kooperator in Abtenau, 1863–1868 in Wien-Dornbach). Er wurde 1868 in Wien zum Dr. theol. promoviert; zu bibelwissenschaftlichen bzw. orientalistischen Studien hatte er sich zuvor auch in München bei Daniel Bonifaz von Haneberg zu Studienzwecken aufgehalten. Mussoni unterrichtete die genannten Fächer 1869/1870 an der Fakultät in Salzburg.
Sein Wunsch, als Bibelwissenschaftlicher auch Professor zu werden, musste er lang aufschieben. Von 1871 bis 1884 wirkte er als Pfarrer in Abtenau, daraufhin wirkte er von 1884 bis 1892 als Beichtvater am Nonnberg.
Er wurde 1891 ordentlicher Professor für Bibelwissenschaft des Alten Testaments in Salzburg; im Jahr 1894/1895 diente er ebendort als Dekan.
Als Todesursache wurde „Wassersucht“ angegeben; er hatte Linderung durch mehrfache Kuren bei Sebastian Kneipp in Wörishofen gesucht, zuletzt in Circvenica bei Fiume.

## Reisen
Er interessierte sich grundsätzlich für Sprachen und lernte zusätzlich zu den biblischen auch moderne Sprachen wie Französisch, Italienisch und Slovenisch. Er vertrat die Abtei Nonnberg bei Feierlichkeiten in Solesmes und Paris, reiste 1880 zum Benediktus-Jubiläum nach Rom und Montecassino, 1886 nach Lourdes, 1891 nach Jerusalem und 1893 nach Nordamerika, wo er unter anderen Orten die Benediktinerabtei St. John’s in Collegeville, Minnesota besuchte.

## Werke
- Theses ex universa theologia, 1868.
- De origine status monastici tractatus, 1889.